# Бегак, Алексей Дмитриевич
Алексей Дмитриевич Бегак (10 марта 1960, Москва — 29 мая 2022, Москва) — российский иллюстратор, художник, писатель

, телеведущий.

## Биография
Родился 10 марта 1960 года в Москве. Отец Дмитрий Бегак и мать Ирина Левитина — артисты балета, выступали в Большом театре, гастролировали за рубежом. С ранних лет увлекался рисованием, окончил среднюю художественную школу и Московский художественный институт им. Сурикова (1983). Работал иллюстратором и дизайнером книг, сотрудничая с издательствами «Советский писатель» и «Книга». В начале 90-х Бегак вернулся к живописи, написав около сотни картин, большинство из которых выставлялись в галереях Москвы, Лондона, Амстердама и Нью-Йорка.
Занимался созданием скульптур и дизайном интерьеров. Спроектировал со своей первой женой ряд домов и квартир в Санкт-Петербурге, Москве и Финляндии. Одним из их совместных проектов был элитный поселок в Подмосковье, в котором Алексей с женой выступили как архитекторы, дизайнеры, девелоперы и строители в одно и то же время.
Алексей Бегак как художник в своих работах обращался к пейзажам, анималистическим и архитектурным сюжетам, использовал методы гиперреализма. Его живописные работы выставлялись во многих галереях Москвы, в галереях Нью-Йорка и других городов, находятся в частных и корпоративных коллекциях в России, США, Японии, Англии, Германии. им написано свыше сотни картин, для которых характерны строгость композиции, лаконичный колорит и внимание к деталям. Среди авторов проиллюстрированных книг были Герберт Уэллс, Артур Конан Дойл, Эрнест Хемингуэй, Борис Пастернак и др.

## Работа на телевидении
В начале 2010-х на канале «Россия-1» Алексей Бегак вел программы о дизайне и интерьере «С новым домом!» и «1000 мелочей». С 2014 года был ведущим передачи «Правила жизни» («Россия-Культура»), посвященной различным традициям, нормам морали и этикета. Гостями проекта были социологи, культурологи, историки. В 2017 году «Правила жизни» были отмечены премией ТЭФИ в категории «Развлекательная программа. Образ жизни». В 2014 году являлся соведущим третьего сезона проекта «Большая опера» на канале «Россия-Культура», в 2017—2018 годах на том же канале вел интеллектуальную игру «Гений». В 2018—2019 гг. был соведущим Михаила Жванецкого в программе «Дежурный по стране» («Россия-1»).

## Смерть
Скончался 29 мая 2022 года, в последний день работы выставки его полотен «Другие берега», проходившей в галерее «Эрарта» в Санкт-Петербурге.

## Личная жизнь
Женой Алексея Бегака стала старшая дочь Юлиана Семенова, внучка Натальи Кончаловской, тоже художница, Дарья Семёнова. В семейном союзе, продлившемся двадцать пять лет, родились двое детей — Максим и Филипп. Первый сын пары погиб. Трагедия произошла через неделю после того, как Алексей Дмитриевич начал работать на телевидении. А его сын Филипп в настоящее время является предпринимателем в области сельского хозяйства (а после смерти отца он занял его место в качестве ведущего программы «Правила жизни» на канале «Россия Культура»); женой Филиппа стала Настя Ивлеева. Брак с Семёновой впоследствии распался. В дальнейшем Бегак предпочитал не афишировать подробности своей личной жизни. Второй брак с Ольгой Гранкиной продлился больше 12 лет.

## Книги
Алексей Бегак издал книги «Психология: о самой загадочной области — ведущие эксперты страны» (2021), «Мозг: о самой загадочной области — ведущие эксперты страны» (2021) и «Искусство: о чувстве прекрасного — ведущие эксперты страны» (2022). Все они были созданы на основе выпусков телепрограммы «Правила жизни».